# Ильюшино (деревня, Тверская область)
Ильюшино — деревня в Нелидовском городском округе Тверской области.

## География
Находится в юго-западной части Тверской области на расстоянии приблизительно 13 км на север-северо-запад по прямой от города Нелидово на правом берегу речки Дремовля.

## История
Была показана еще на карте 1860-х годов. В 1941 году здесь был 31 двор. До 2018 года входила в состав ныне упразднённого Нелидовского сельского поселения.

## Население
Численность населения: 7 человек (русские 93 %) в 2002 году, 1 в 2010.